# علاء الدين عباس
علاء الدين عباس (مواليد 6 فبراير 1990) هو لاعب كرة قدم تونسي.

## روابط خارجية
- علاء الدين عباس على موقع قاعدة بيانات كرة القدم.إي يو (الإنجليزية)
- علاء الدين عباس على موقع Soccerway.com (الإنجليزية)